# Bachelor of Science
Bachelor of Science (afkorting: BSc of BS, Latijn: Baccalaureus Scientiae, vertaling: kandidaat in de exacte wetenschappen) is een bachelorgraad in het kader van het Bachelor-Masterstelsel.
De graad met toevoeging of Science wordt hier normaliter gebruikt om aan te geven dat men aan een universiteit of hogeschool een driejarige respectievelijk vierjarige bacheloropleiding heeft afgerond in een toegepaste of exacte wetenschap (techniek, econometrie, alle natuurwetenschappen of wiskunde). Echter, in Nederland en Vlaanderen wordt bij sommige sociale wetenschappen (bijvoorbeeld bestuurskunde, psychologie, politicologie en criminologie) deze graad ook gebruikt.
Het behalen van de bachelortitel geeft meestal toegang tot de universitaire opleiding tot Master of Science. Als de bachelor via het hbo is behaald, dan moet vaak een schakelprogramma (pre-master) worden gevolgd voordat aan de Master kan worden begonnen.
De graad Bachelor of Science wordt internationaal erkend en is qua niveau vergelijkbaar met de vroegere universitaire titel kandidaat. De titel is wetmatig beschermd en er berust een boete op het gebruik van de titel zonder de daarvoor bestemde opleiding.
Bij het voeren van de graad wordt deze achter de naam gezet, bijvoorbeeld "N.R. Mulder BSc".
Bachelor-masterstructuur